# Torstein Eriksen
Torstein Eriksen (Drammen, 29 aprile 1990) è un copilota di rally norvegese vincitore del WRC-2 nel 2020, 2021 e 2023 al fianco di Mads Østberg nei primi due, mentre con Ole Christian Veiby e Andreas Mikkelsen nell'ultimo.

## Carriera
Torstein Eriksen ha iniziato la sua carriera nei rally nel 2009 in veste di co-pilota di Frank Tore Larsen. Nel Rally di Finlandia 2011, ha fatto il suo debutto nel WRC ritirandosi anzitempo a causa di un problema meccanico.
Nel Rally di Finlandia e nel Rally di Catalogna del 2017, ha gareggiato con Mads Østberg e ha ottenuto i suoi primi punti iridati in Finlandia, dove hanno concluso al decimo posto. Nel 2018, l'equipaggio norvegese è stato ingaggiato da Citroën per eventi selezionati. Nel Rally di Finlandia, Eriksen ha ottenuto il suo primo podio nel mondiale, classificandosi secondo assoluto su una Citroën C3 WRC.

## Palmarès
- WRC-2 2020 con Mads Østberg su Citroën C3 R5
- WRC-2 2021 con Mads Østberg su Citroën C3 Rally2
- WRC-2 2023 con Ole Christian Veiby e Andreas Mikkelsen su Volkswagen Polo GTI R5 e Škoda Fabia RS Rally2

### Vittorie nel WRC-2 Pro
| # | Anno | Evento             | Pilota       | Auto          | Squadra           |
| - | ---- | ------------------ | ------------ | ------------- | ----------------- |
| 1 | 2019 | Rally di Svezia    | Mads Østberg | Citroën C3 R5 | Citroën Total     |
| 2 | 2019 | Rally d'Argentina  | Mads Østberg | Citroën C3 R5 | Citroën Total     |
| 3 | 2019 | Rally di Catalogna | Mads Østberg | Citroën C3 R5 | Citroën Total WRT |

### Vittorie nel WRC-2
| #  | Anno | Evento               | Pilota            | Auto                   | Squadra              |
| -- | ---- | -------------------- | ----------------- | ---------------------- | -------------------- |
| 1  | 2020 | Rally di Monte Carlo | Mads Østberg      | Citroën C3 R5          | PH Sport             |
| 2  | 2020 | Rally di Svezia      | Mads Østberg      | Citroën C3 R5          | PH Sport             |
| 3  | 2020 | Rally d'Estonia      | Mads Østberg      | Citroën C3 R5          | PH Sport             |
| 4  | 2020 | Rally di Monza       | Mads Østberg      | Citroën C3 R5          | PH Sport             |
| 5  | 2021 | Rally di Croazia     | Mads Østberg      | Citroën C3 Rally2      | TRT World Rally Team |
| 6  | 2022 | Rally di Monte Carlo | Andreas Mikkelsen | Škoda Fabia Rally2 evo | Toksport WRT         |
| 7  | 2022 | Rally di Svezia      | Andreas Mikkelsen | Škoda Fabia Rally2 evo | Toksport WRT         |
| 8  | 2022 | Rally d'Estonia      | Andreas Mikkelsen | Škoda Fabia Rally2 evo | Toksport WRT         |
| 9  | 2023 | Rally di Sardegna    | Andreas Mikkelsen | Škoda Fabia RS Rally2  | Toksport WRT 3       |
| 10 | 2023 | Rally d'Estonia      | Andreas Mikkelsen | Škoda Fabia RS Rally2  | Toksport WRT 3       |
| 11 | 2023 | Rally dell'Acropoli  | Andreas Mikkelsen | Škoda Fabia RS Rally2  | Toksport WRT 3       |
| 12 | 2023 | Rally del Giappone   | Andreas Mikkelsen | Škoda Fabia RS Rally2  | Toksport WRT 3       |

### Vittorie nell'ERC
| # | Anno | Evento        | Pilota       | Auto              | Squadra                    |
| - | ---- | ------------- | ------------ | ----------------- | -------------------------- |
| 1 | 2021 | Rally Hungary | Mads Østberg | Citroën C3 Rally2 | Citroën Rally Team Hungary |

### Vittorie in altri rally
| #  | Stagione | Campionato            | Evento                              | Pilota              | Auto                        |
| -- | -------- | --------------------- | ----------------------------------- | ------------------- | --------------------------- |
| 1  | 2011     | -                     | Vestfoldsprinten                    | Anders Grøndal      | Subaru Impreza STi N14      |
| 2  | 2014     | Campionato norvegese  | Sigdalsrally                        | Frank Tore Larsen   | Ford Fiesta R5              |
| 3  | 2014     | Campionato norvegese  | Rally Sørland                       | Frank Tore Larsen   | Ford Fiesta R5              |
| 4  | 2014     | Campionato norvegese  | Aurskog-Høland Rally                | Frank Tore Larsen   | Ford Fiesta R5              |
| 5  | 2014     | Coppa di Norvegia     | Sørlandsprinten                     | Frank Tore Larsen   | Ford Fiesta R5              |
| 6  | 2016     | Coppa di Norvegia     | Hurumsprinten                       | Frank Tore Larsen   | Ford Fiesta R5              |
| 7  | 2016     | Campionato norvegese  | Rally Telemark                      | Frank Tore Larsen   | Ford Fiesta R5              |
| 8  | 2016     | Campionato norvegese  | Rally Hedemarken                    | Frank Tore Larsen   | Ford Fiesta R5              |
| 9  | 2017     | Campionato britannico | Brick & Steel Border Counties Rally | Fredrik Åhlin       | Škoda Fabia R5              |
| 10 | 2017     | -                     | Vårsleppet                          | Frank Tore Larsen   | Ford Fiesta R5              |
| 11 | 2017     | Campionato britannico | Pirelli International Rally         | Fredrik Åhlin       | Škoda Fabia R5              |
| 12 | 2017     | Campionato svedese    | South Swedish Rally                 | Frank Tore Larsen   | Ford Fiesta R5              |
| 13 | 2017     | Campionato britannico | Nicky Grist Stages 100              | Fredrik Åhlin       | Škoda Fabia R5              |
| 14 | 2017     | -                     | Rally Sokndal                       | Frank Tore Larsen   | Ford Fiesta R5              |
| 15 | 2017     | Benelux Rally Trophy  | Int. Rally Denmark                  | Frank Tore Larsen   | Ford Fiesta R5              |
| 16 | 2018     | Campionato norvegese  | KNA Rally Finnskog                  | Mads Østberg        | Ford Fiesta WRC             |
| 17 | 2018     | NMK Rallycup          | Larviksprinten                      | Frank Tore Larsen   | Ford Fiesta R5              |
| 18 | 2018     | Coppa di Norvegia     | Sommer Rally Grimstad               | Frank Tore Larsen   | Ford Fiesta R5              |
| 19 | 2018     | -                     | Sprintrally Revetal                 | Frank Tore Larsen   | Ford Fiesta R5              |
| 20 | 2018     | -                     | Sørlandsprinten                     | Frank Tore Larsen   | Ford Fiesta R5              |
| 21 | 2018     | Campionato norvegese  | Rally Hedemarken                    | Frank Tore Larsen   | Ford Fiesta R5              |
| 22 | 2019     | Coppa di Norvegia     | Vårsleppet                          | Frank Tore Larsen   | Ford Fiesta R5              |
| 23 | 2020     | Campionato norvegese  | Sigdalsrally                        | Mads Østberg        | Citroën C3 R5               |
| 24 | 2020     | Campionato norvegese  | KNA Rally Grimstad                  | Frank Tore Larsen   | Ford Fiesta R5              |
| 25 | 2021     | Coppa di Norvegia     | Lygnasprinten                       | Frank Tore Larsen   | Volkswagen Polo GTI R5      |
| 26 | 2021     | Campionato ungherese  | Mecsek Rallye                       | Mads Østberg        | Citroën C3 Rally2           |
| 27 | 2021     | Campionato ungherese  | Vértes Rallye                       | Mads Østberg        | Citroën C3 Rally2           |
| 28 | 2021     | Campionato ungherese  | steelvent Nyíregyháza Rally         | Mads Østberg        | Citroën C3 Rally2           |
| 29 | 2022     | Campionato norvegese  | Rally Hadeland                      | Frank Tore Larsen   | Volkswagen Polo GTI R5      |
| 30 | 2022     | Coppa di Norvegia     | Vårsleppet                          | Frank Tore Larsen   | Volkswagen Polo GTI R5      |
| 31 | 2022     | Coppa di Norvegia     | Hurumsprinten                       | Frank Tore Larsen   | Volkswagen Polo GTI R5      |
| 32 | 2022     | Campionato norvegese  | Aurskog-Høland Rally                | Frank Tore Larsen   | Volkswagen Polo GTI R5      |
| 33 | 2022     | Campionato norvegese  | Rally Hedemarken                    | Frank Tore Larsen   | Volkswagen Polo GTI R5      |
| 34 | 2022     | Coppa di Norvegia     | Rally Tron                          | Frank Tore Larsen   | Volkswagen Polo GTI R5      |
| 35 | 2022     | Schotter Cup          | Int. ADMV Lausitz Rallye            | Andreas Mikkelsen   | Škoda Fabia RS Rally2       |
| 36 | 2023     | Campionato norvegese  | Rally Elverum                       | Frank Tore Larsen   | Volkswagen Polo GTI R5      |
| 37 | 2023     | Campionato svedese    | Rally Lima                          | Ole Christian Veiby | Volkswagen Polo GTI R5      |
| 38 | 2023     | Campionato norvegese  | Rally Sørland                       | Frank Tore Larsen   | Volkswagen Polo GTI R5      |
| 39 | 2023     | Nordic Championship   | Rally Larvik                        | Frank Tore Larsen   | Volkswagen Polo GTI R5      |
| 40 | 2024     | -                     | #RAplus                             | Andreas Mikkelsen   | Hyundai i20 N Rally1 Hybrid |

## Risultati

### WRC
| 2011 | Scuderia | Vettura        |  |  |  |  |  |  |  |     |  |  |  |  |  |  |  |  | Punti | Pos. |
| ---- | -------- | -------------- |  |  |  |  |  |  |  | --- |  |  |  |  |  |  |  |  | ----- | ---- |
| 2011 |          | Ford Fiesta R2 |  |  |  |  |  |  |  | Rit |  |  |  |  |  |  |  |  | 0     |      |

| 2012 | Scuderia | Vettura        |  |    |  |  |  |  |  |    |  |  |  |  |  |  |  |  | Punti | Pos. |
| ---- | -------- | -------------- |  | -- |  |  |  |  |  | -- |  |  |  |  |  |  |  |  | ----- | ---- |
| 2012 |          | Ford Fiesta R2 |  | 30 |  |  |  |  |  | 32 |  |  |  |  |  |  |  |  | 0     |      |

| 2015 | Scuderia | Vettura        |  |     |  |  |  |  |  |  |  |  |  |  |  |  |  |  | Punti | Pos. |
| ---- | -------- | -------------- |  | --- |  |  |  |  |  |  |  |  |  |  |  |  |  |  | ----- | ---- |
| 2015 |          | Ford Fiesta R5 |  | Rit |  |  |  |  |  |  |  |  |  |  |  |  |  |  | 0     |      |

| 2017 | Scuderia                 | Vettura         |  |  |  |  |  |  |  |  |    |  |   |  |  |  |  |  | Punti | Pos. |
| ---- | ------------------------ | --------------- |  |  |  |  |  |  |  |  | -- |  | - |  |  |  |  |  | ----- | ---- |
| 2017 | M-Sport World Rally Team | Ford Fiesta WRC |  |  |  |  |  |  |  |  | 10 |  | 5 |  |  |  |  |  | 11    | 17º  |

| 2018 | Scuderia                    | Vettura        |  |   |  |  |  |   |   |   |     |    |   |  |   |  |  |  | Punti | Pos. |
| ---- | --------------------------- | -------------- |  | - |  |  |  | - | - | - | --- | -- | - |  | - |  |  |  | ----- | ---- |
| 2018 | Citroën Total Abu Dhabi WRT | Citroën C3 WRC |  | 6 |  |  |  | 6 | 5 | 2 | Rit | 23 | 8 |  | 3 |  |  |  | 70    | 9º   |

| 2019 | Scuderia                        | Vettura       |  |    |  |  |   |   |    |    |  |    |  |    |   |  |  |  | Punti | Pos. |
| ---- | ------------------------------- | ------------- |  | -- |  |  | - | - | -- | -- |  | -- |  | -- | - |  |  |  | ----- | ---- |
| 2019 | Citroën Total Citroën Total WRT | Citroën C3 R5 |  | 11 |  |  | 9 | 9 | 24 | 18 |  | 17 |  | 45 | 9 |  |  |  | 6     | 19º  |

| 2020 | Scuderia | Vettura       |    |    |  |    |  |    |   |  |  |  |  |  |  |  |  |  | Punti | Pos. |
| ---- | -------- | ------------- | -- | -- |  | -- |  | -- | - |  |  |  |  |  |  |  |  |  | ----- | ---- |
| 2020 | PH Sport | Citroën C3 R5 | 10 | 12 |  | 10 |  | 14 | 9 |  |  |  |  |  |  |  |  |  | 4     | 21º  |

| 2021 | Scuderia             | Vettura           |  |  |   |   |   |  |    |  |    |   |    |  |  |  |  |  | Punti | Pos. |
| ---- | -------------------- | ----------------- |  |  | - | - | - |  | -- |  | -- | - | -- |  |  |  |  |  | ----- | ---- |
| 2021 | TRT World Rally Team | Citroën C3 Rally2 |  |  | 9 | 9 | 6 |  | 10 |  | 31 | 9 | 15 |  |  |  |  |  | 15    | 16º  |

| 2022 | Scuderia              | Vettura                |   |   |  |     |     |  |   |  |   |    |  |  |  |  |  |  | Punti | Pos. |
| ---- | --------------------- | ---------------------- | - | - |  | --- | --- |  | - |  | - | -- |  |  |  |  |  |  | ----- | ---- |
| 2022 | Toksport WRT Toksport | Škoda Fabia Rally2 evo | 7 | 7 |  | Rit | Rit |  | 8 |  | 7 | 13 |  |  |  |  |  |  | 25    | 14º  |

| 2023 | Scuderia       | Vettura                                      |  |   |  |  |   |   |  |   |    |   |  |    |   |  |  |  | Punti | Pos. |
| ---- | -------------- | -------------------------------------------- |  | - |  |  | - | - |  | - | -- | - |  | -- | - |  |  |  | ----- | ---- |
| 2023 | Toksport WRT 3 | Volkswagen Polo GTI R5 Škoda Fabia RS Rally2 |  | 9 |  |  | 8 | 5 |  | 9 | 10 | 7 |  | 23 | 7 |  |  |  | 31    | 11º  |

| 2024 | Scuderia                | Vettura                     |   |  |  |   |  |  |   |  |  |  |  |     |     |  |  |  | Punti | Pos. |
| ---- | ----------------------- | --------------------------- | - |  |  | - |  |  | - |  |  |  |  | --- | --- |  |  |  | ----- | ---- |
| 2024 | Hyundai Shell Mobis WRT | Hyundai i20 N Rally1 Hybrid | 6 |  |  | 6 |  |  | 6 |  |  |  |  | 312 | 315 |  |  |  | 40    | 11º  |

| Legenda | 1º posto | 2º posto | 3º posto | A punti | Senza punti | Ritirato | Squalificato | NP=Non partito C=Gara cancellata | Apice=Power stage |

### WRC-2 Pro
| 2019 | Scuderia                        | Vettura       |  |   |  |  |   |   |   |   |  |   |  |   |   |  |  |  | Punti | Pos. |
| ---- | ------------------------------- | ------------- |  | - |  |  | - | - | - | - |  | - |  | - | - |  |  |  | ----- | ---- |
| 2019 | Citroën Total Citroën Total WRT | Citroën C3 R5 |  | 1 |  |  | 1 | 2 | 3 | 3 |  | 4 |  | 5 | 1 |  |  |  | 145   | 2º   |

| Legenda | 1º posto | 2º posto | 3º posto | A punti | Senza punti | Ritirato | Squalificato | NP=Non partito C=Gara cancellata | Apice=Power stage |

### WRC-2
| 2020 | Scuderia | Vettura       |   |   |  |   |  |   |   |  |  |  |  |  |  |  |  |  | Punti | Pos. |
| ---- | -------- | ------------- | - | - |  | - |  | - | - |  |  |  |  |  |  |  |  |  | ----- | ---- |
| 2020 | PH Sport | Citroën C3 R5 | 1 | 1 |  | 1 |  | 4 | 1 |  |  |  |  |  |  |  |  |  | 112   | 1º   |

| 2021 | Scuderia             | Vettura           |  |  |    |    |   |  |    |  |    |   |    |  |  |  |  |  | Punti | Pos. |
| ---- | -------------------- | ----------------- |  |  | -- | -- | - |  | -- |  | -- | - | -- |  |  |  |  |  | ----- | ---- |
| 2021 | TRT World Rally Team | Citroën C3 Rally2 |  |  | 14 | 34 | 2 |  | 23 |  | 81 | 2 | 41 |  |  |  |  |  | 126   | 1º   |

| 2022 | Scuderia              | Vettura                |    |   |  |     |     |  |   |  |    |    |  |  |  |  |  |  | Punti | Pos. |
| ---- | --------------------- | ---------------------- | -- | - |  | --- | --- |  | - |  | -- | -- |  |  |  |  |  |  | ----- | ---- |
| 2022 | Toksport WRT Toksport | Škoda Fabia Rally2 evo | 13 | 1 |  | Rit | Rit |  | 1 |  | 21 | 71 |  |  |  |  |  |  | 109   | 2º   |

| 2023 | Scuderia       | Vettura                                      |  |    |  |  |    |   |  |    |    |    |  |     |    |  |  |  | Punti | Pos. |
| ---- | -------------- | -------------------------------------------- |  | -- |  |  | -- | - |  | -- | -- | -- |  | --- | -- |  |  |  | ----- | ---- |
| 2023 | Toksport WRT 3 | Volkswagen Polo GTI R5 Škoda Fabia RS Rally2 |  | 23 |  |  | 32 | 1 |  | 12 | 43 | 13 |  | 131 | 13 |  |  |  | 127   | 1º   |

| Legenda | 1º posto | 2º posto | 3º posto | A punti | Senza punti | Ritirato | Squalificato | NP=Non partito C=Gara cancellata | Apice=Power stage |

### ERC
| Anno | Scuderia                   | Vettura                                    | 1       | 2      | 3   | 4      | 5       | 6      | 7     | 8   | 9      | 10  | Pos. | Punti       |
| ---- | -------------------------- | ------------------------------------------ | ------- | ------ | --- | ------ | ------- | ------ | ----- | --- | ------ | --- | ---- | ----------- |
| 2016 | Svarmetal Motorsport       | Ford Fiesta R5 Škoda Fabia S2000           | SPA     | IRL    | ACR | POR 38 | BEL Rit | EST    | POL   | CEC | LET 11 | CIP | 76°  | 1           |
| 2017 |                            | Opel Adam R2                               | POR     | SPA    | GRE | CIP    | POL     | CEC 50 | ITA   | LET |        |     |      | 0           |
| 2018 |                            | Ford Fiesta R5                             | AZZ Rit | ISO 9  | ACR | CIP    | ROM     | BAR    | POL   | LIE |        |     | -    | [ 3 ] [ 9 ] |
| 2021 | Citroën Rally Team Hungary | Citroën C3 Rally2                          | POL     | LIE    | ROM | BAR    | AZZ     | SER    | UNG 1 | ISO |        |     | 16°  | 37          |
| 2023 |                            | Renault Clio Rally4 Volkswagen Polo GTI R5 | SER     | ISO    | POL | LIE 22 | SCA Rit | ROM    | BAR   | UNG |        |     |      | 0           |
| 2024 |                            | Volkswagen Polo GTI R5                     | UNG     | ISO    | SCA | EST 13 | ROM     | BAR    | CER   | SIL |        |     | 59°  | 3           |
| 2025 | TRT Rally Team             | Citroën C3 Rally2                          | SIE 8   | UNG 24 | SCA | POL    | ROM     | BAR    | CER   | CRO |        |     |      | 37          |